# 独立行政法人日本学生支援機構法
独立行政法人日本学生支援機構法（どくりつぎゅせいほうじんにほんがくせいしえんきこうほう、平成15年6月18日法律第94号）は、独立行政法人日本学生支援機構の名称、目的、業務の範囲等に関する事項に関する法律である。

## 構成
- 第一章 総則（第1条 - 第6条）
- 第二章 役員及び職員（第7条 - 第12条）
- 第三章 業務（第13条 - 第17条）
- 第四章 財務及び会計（第18条 - 第24条）
- 第四章 雑則（第25条 - 第28条）
- 第五章 罰則（第29条 - 第31条）
- 附則

## 改正
第193回国会 成立
「ニッポン一億総活躍プラン」や「未来への投資を実現する経済対策」の方針を受け、給付型奨学金の創設等が柱となっている。
- 目的・業務の追加

機構の目的及び業務に「学資の給付」を追加
- 給付の対象

学資給付対象者について「特に優れた学生等であって経済的に極めて修学に困難があると認定された者」とする
※ただし学生等の学業が著しく不良となった等の場合には、学資支給金を返還させることができる
- 学資給付基金の創設

学資給付にあたりその費用については基金をもって充てる